# Cathartosilvanus tropicalis
Cathartosilvanus tropicalis es una especie de coleóptero de la familia Silvanidae.

## Distribución geográfica
Habita en las Islas Galápagos (Ecuador).